# Orłowe (obwód kirowohradzki)
Orłowe (ukr. Орлове) – wieś na Ukrainie, w obwodzie kirowohradzkim, w rejonie hołowaniwskim, w hromadzie Pidwysoke. W 2001 liczyła 321 mieszkańców, spośród których 313 wskazało jako ojczysty język ukraiński, 3 rosyjski, 2 mołdawski, a 3 ormiański.